# إطلاق النار في مدرسة ريسبيرجسكا 2025
في 4 فبراير 2025، وقع إطلاق نار في مدرسة Campus Risbergska، وهو مركزٌ تعليميٌّ للكبار في أوريبرو، السويد. ما أدى لمقتل أحد عشر شخصًا، بما فيهم الجاني وأصيب خمسة عشر آخرون؛ وتحقق الشرطة السويدية في الدافع وراء الهجوم. نُقل ستة أشخاص إلى المستشفى، مع تحذير السلطات من أنه قد يكون هناك المزيد من الضحايا.

## خلفية
«Campus Risbergska» هو مركز تعليمي للبالغين يرتاده أساسًا أشخاصٌ لم يكملوا الدراسة الابتدائية أو الثانوية. تقع المدرسة في أوريبرو في وسط السويد، وتشترك في الحرم الجامعي مع العديد من المؤسسات التعليمية الأخرى. في ذلك الوقت، كان نحو 2000 طالب مسجلين في المدرسة، والتي تقدم دورات على مستوى صالة الألعاب الرياضية، بالإضافة إلى اللغة السويدية للمهاجرين.

## الهجوم
استُدعي الضباط نحو الساعة 12:33 مساءً بالتوقيت المحلي (11:33 UTC)، وتبادل الجاني والشرطة إطلاق النار ولكن لم يصب أيٌّ من الضباط. ذكرت صحيفة أفتونبلاديت أنه سلاح مؤتمتًا استُخدم في إطلاق النار.
وروت ماريا بيجادو، وهي معلمة في المدرسة، أنها سمعت إطلاق النار، وهربت مع طلابها الخمسة عشر عبر الممر. وكانت إنجيلا باك جوستافسون، مديرة المدرسة، تتناول الطعام عندما ركض الطلاب إلى الداخل وأخبروا الجميع بالإخلاء؛ ولجأت هي وآخرون إلى غرفة الموظفين في ميرورنا، وهو متجر قريب للسلع المستعملة. وقالت لينا وارينمارك، وهي معلمة أخرى في المدرسة، إن عدد الطلاب الذين كانوا في المبنى وقت إطلاق النار كان أقل من المعتاد، حيث عاد العديد منهم إلى منازلهم بعد امتحان وطني.
وذكرت الشرطة السويدية أن المشتبه به تصرف بمفرده وتوفي في إطلاق النار.

## التداعيات
أُغلقت المدارس القريبة وأصدرت الشرطة تعليمات للجمهور بالابتعاد عن المنطقة، وسرعان ما طوقت المنطقة. أُرسلت سيارات الإسعاف من مقاطعة سوديرمانلاند المجاورة لمساعدة العاملين الطبيين في أوريبرو. نُقل ستة أشخاص على الأقل إلى مستشفى جامعة أوريبرو، وكان خمسة منهم مصابين بطلقات نارية. قدمت حكومة بلدية أوريبرو الدعم في أعقاب إطلاق النار، وأنشأت مركزًا للأزمات في إحدى الكنائس.
قالت الشرطة إن إطلاق النار كان يُعامل باعتباره "محاولة قتل وإشعال حريق وجرائم أسلحة مشددة". وقد حاصرت الشرطة المشتبه به، وهو رجل يبلغ من العمر 35 عامًا ويقيم في أوريبرو. وذكرت قناة تي في 4 السويدية أن الرجل كان لديه ترخيص أسلحة نارية ولم يكن لديه أي إدانة جنائية سابقة. تعتقد الشرطة أن الجاني عمل بمفرده، واستبعدت الإرهاب والجرائم المرتبطة بالعصابات دوافعَ للعملية.

## المنفذ
في اليوم التالي لإطلاق النار، تم التعرف على ريكارد أندرسون البالغ من العمر 35 عامًا باعتباره مطلق النار. كان أندرسون مسجلاً في المدرسة، لكنه ترك آخر دورة لهُ في عام 2021. داهمت الشرطة مسكنن في أوريبرو، الذي كان محصنًا. ذكرت قناة TV4 أنه كان لديه ترخيص أسلحة نارية ولم يكن لديه أي إدانات جنائية سابقة. كما ورد أنه كان يعيش منعزلاً وكان عاطلاً عن العمل.
أثار إطلاق النار في البداية تكهنات على وسائل التواصل الاجتماعي حول هوية الجاني، مما أدى إلى اتهام بعض الأفراد ظلماً. وحثت الشرطة الجمهور على عدم نشر معلومات غير مؤكدة.

## ردود الفعل
- السويد: علق رئيس الوزراء السويدي أولف كريستيرسون على وسائل التواصل الاجتماعي قائلاً: "إنه يوم مؤلم للغاية لكل السويد".[19] علق وزير العدل السويدي غونار سترومر قائلاً: "المعلومات حول الهجوم العنيف في أوريبرو خطيرة للغاية".[29] وصرح ملك السويد كارل السادس عشر غوستاف بعد الهجوم ووصفهه بأنه "فظاعة مروعة في أوريبرو"، وأضاف في بيان "بكل حزن وفزع، تلقيت أنا وعائلتي معلومات عن الفظائع الرهيبة التي وقعت في أوريبرو".[30][31]

ووصف روبرتو عيد فورست، رئيس الشرطة المحلية، المشهد بأنه "مروع واستثنائي" و"كابوس". وجرى تنكيس الأعلام في جميع المؤسسات الحكومية والقصور الملكية في 5 فبراير.